# Tom Colicchio
Tom Colicchio (de son vrai nom Thomas Patrick Colicchio) est un chef cuisinier américain né le 15 août 1962 à Elizabeth, dans l'État du New Jersey.

## Biographie
À l'âge de 17 ans, il fait ses débuts en cuisine dans un petit restaurant de sa ville natale, le « Evelyn's Seafood Restaurant ». Il ne tarde cependant pas à prendre le chemin de New York, où il commence à travailler au restaurant « The Quilted Giraffe ». Il y est promu sous-chef en seulement quatre mois. Il poursuit sa carrière dans divers établissements de la métropole new-yorkaise, tels le « Gotham Bar & Grill » ou encore le « Rakel and Mondrian ». En tant que chef de ce dernier établissement, il reçoit une première distinction du magazine « Food and Wine » qui le nomme parmi les dix meilleurs jeunes chefs des États-Unis. 
En 1994, il est avec Danny Meyer l'un des cofondateurs du restaurant new-yorkais « Gramercy Tavern » dont il tient les rênes en tant que chef cuisinier. Le restaurant obtient plusieurs distinctions et commentaires positifs, en particulier dans les éditions de 2003 et de 2005 du guide « Zagat Survey », lequel recense les meilleurs restaurants de New York d'abord, du reste des États-Unis ensuite.
Malgré cela, il vend ses parts du « Gramercy Tavern » en 2006 pour se consacrer à la chaîne de restaurants dont il est le fondateur et copropriétaire, les restaurants Craft. Le premier restaurant de cette chaîne est ouvert en 2001 à New York. Salué par la critique, un chroniqueur du New York Times, William Grimes, y verra « a vision of food heaven - une vision du paradis culinaire ». 
Rapidement, de nouveaux établissements ouvrent leurs portes : Craftbar et Wichcraft à New York, Craftsteak at the MGM Grand à Las Vegas (2002), Craft Dallas (2006) puis Craftsteak New York (2006). 
Tom Colicchio, qui a reçu à cinq reprises une distinction de la James Beard Foundation, reste également célèbre pour être le principal juge de l'émission de télé-réalité « Top Chef », diffusée sur la chaîne de télévision américaine Bravo, ainsi que dans plusieurs autres pays par la suite. Cette série en est en 2008 à sa quatrième saison aux États-Unis. En France, cette émission est reprise par la chaîne thématique Cuisine.TV